# Azerbeidzjan op het Eurovisiesongfestival 2024

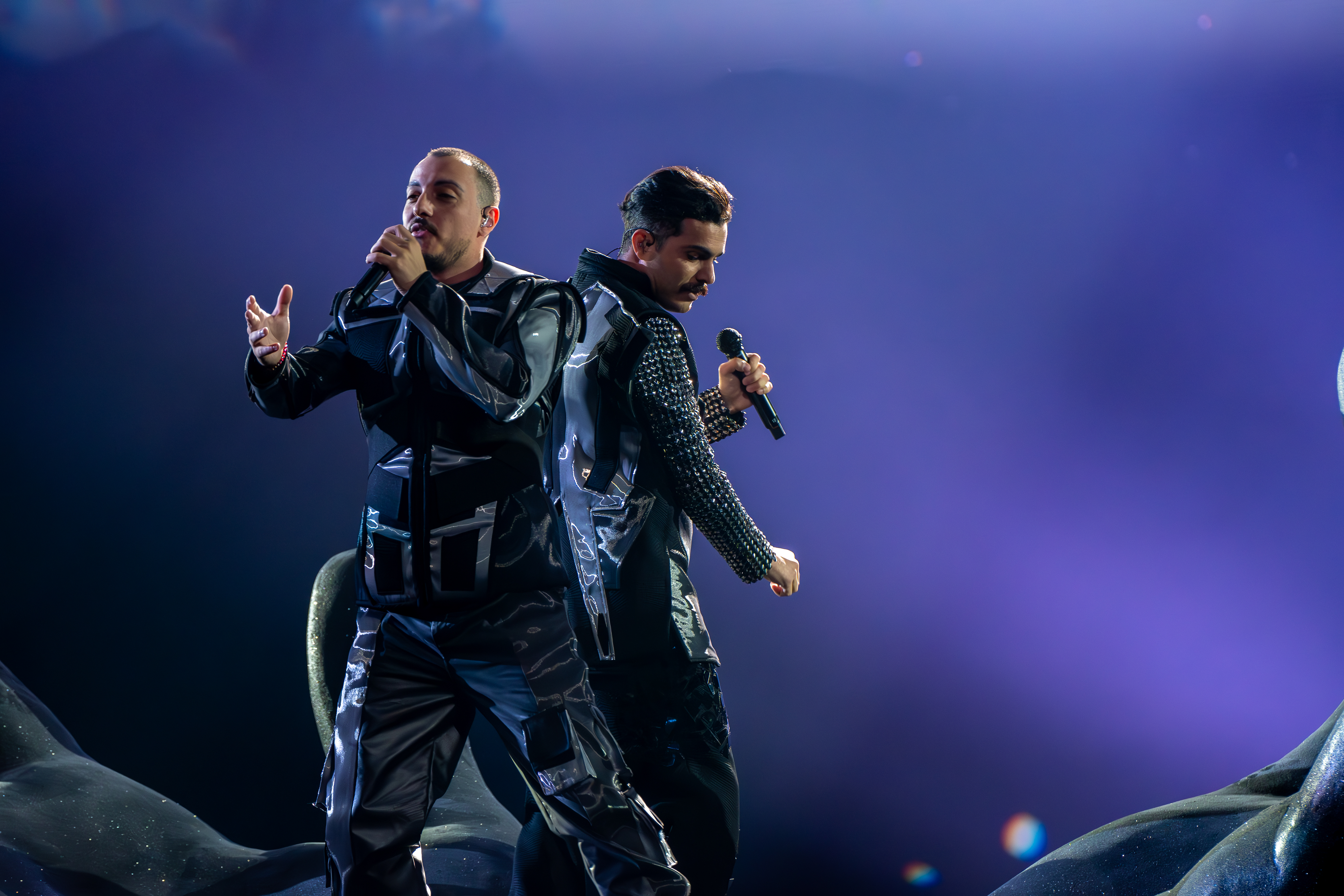
Fahree en Ilkin tijdens de repetities in Malmö.

Azerbeidzjan nam deel aan het Eurovisiesongfestival 2024 in Zweden.  De ITV is verantwoordelijk voor de Britse bijdrage voor de editie van 2024.

## Selectieprocedure
Azerbeidzjan werkte zoals de voorbije jaren niet met een nationale finale, maar met een interne selectie, waarvoor je nummers kon indienen bij de omroep. Uit de selectie met onder meer Aysel, die meedeed aan het festival in 2018, werd uiteindelijk op 7 maart 2024 Fahree gekozen. Zijn lied Özünlə apar kwam uit op 15 maart 2024.
Het is de eerste keer dat een nummer volledig in het Azerbeidzjaans wordt gezongen. 

## In Malmö
Azerbeidzjan nam deel in de eerste halve finale, als 12de act, na Moldavië en voor Australië. Het duo greep naast een ticket om de finale te halen. Dit was de derde keer in de geschiedenis dat Azerbeidzjan niet bij de tien finalisten zat. 
2008 · 2009 · 2010 · 2011 · 2012 · 2013 · 2014 · 2015 · 2016 · 2017 · 2018 · 2019 · 2020 · 2021 · 2022 · 2023 · 2024 · 2025
Albanië · Armenië · Australië · Azerbeidzjan · België · Cyprus · Denemarken · Duitsland · Estland · Finland · Frankrijk · Georgië · Griekenland · Ierland · IJsland · Israël · Italië · Kroatië · Letland · Litouwen · Luxemburg · Malta · Moldavië · Nederland · Noorwegen · Oekraïne · Oostenrijk · Polen · Portugal · San Marino · Servië · Slovenië · Spanje · Tsjechië · Verenigd Koninkrijk · Zweden · Zwitserland